# Megachile arabica
Megachile arabica là một loài Hymenoptera trong họ Megachilidae. Loài này được Friese mô tả khoa học năm 1901.